# Silverton Siege
Pour plus de détails, voir Fiche technique et Distribution.
Silverton Siege est un film d'action sud-africain réalisé par Mandla Dube et sorti en 2022.
Le scénario du film est basé sur le siège réel qui a eu lieu à Silverton (en), une banlieue de Pretoria, en 1980. Le film est sorti à l'international sur Netflix le 27 avril 2022.

## Synopsis
Calvin Khumalo, Terra Mabunda et Aldo Erasmus sont des combattants anti-apartheid, membres d' Umkhonto we Sizwe, la branche militaire du congrès national africain, dont la mission, en l’occurrence le sabotage d'une centrale électrique à Silverton (en), une banlieue de la capitale du pays, Pretoria, a été contrecarrée par la police locale, prévenue par un indicateur.
Contraints d'abandonner la mission, ils s'enfuient et se retrouvent dans le centre-ville de Pretoria, lorsque Masego, le partenaire de Terra, est abattu et les pneus de sa camionnette crevés. 
En passant par les tunnels d'égouts, ils refont surface via un regard. Repérés par la police, ils parviennent à se faufiler dans les locaux d'une banque, située sur Church Square dominée par la statue emblématique de Paul Kruger (désignée par son surnom Oom Paul dans le film), et se retrouvent assiégés par la police.

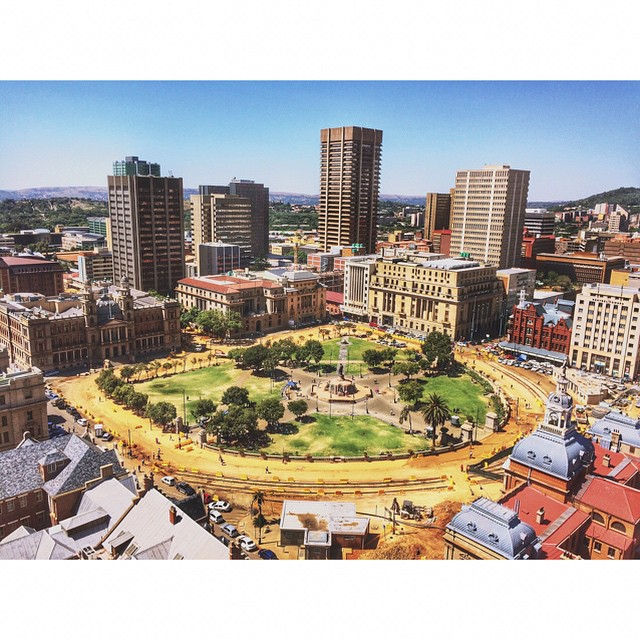
Church Square, place principale de Pretoria où a lieu l'action du film.

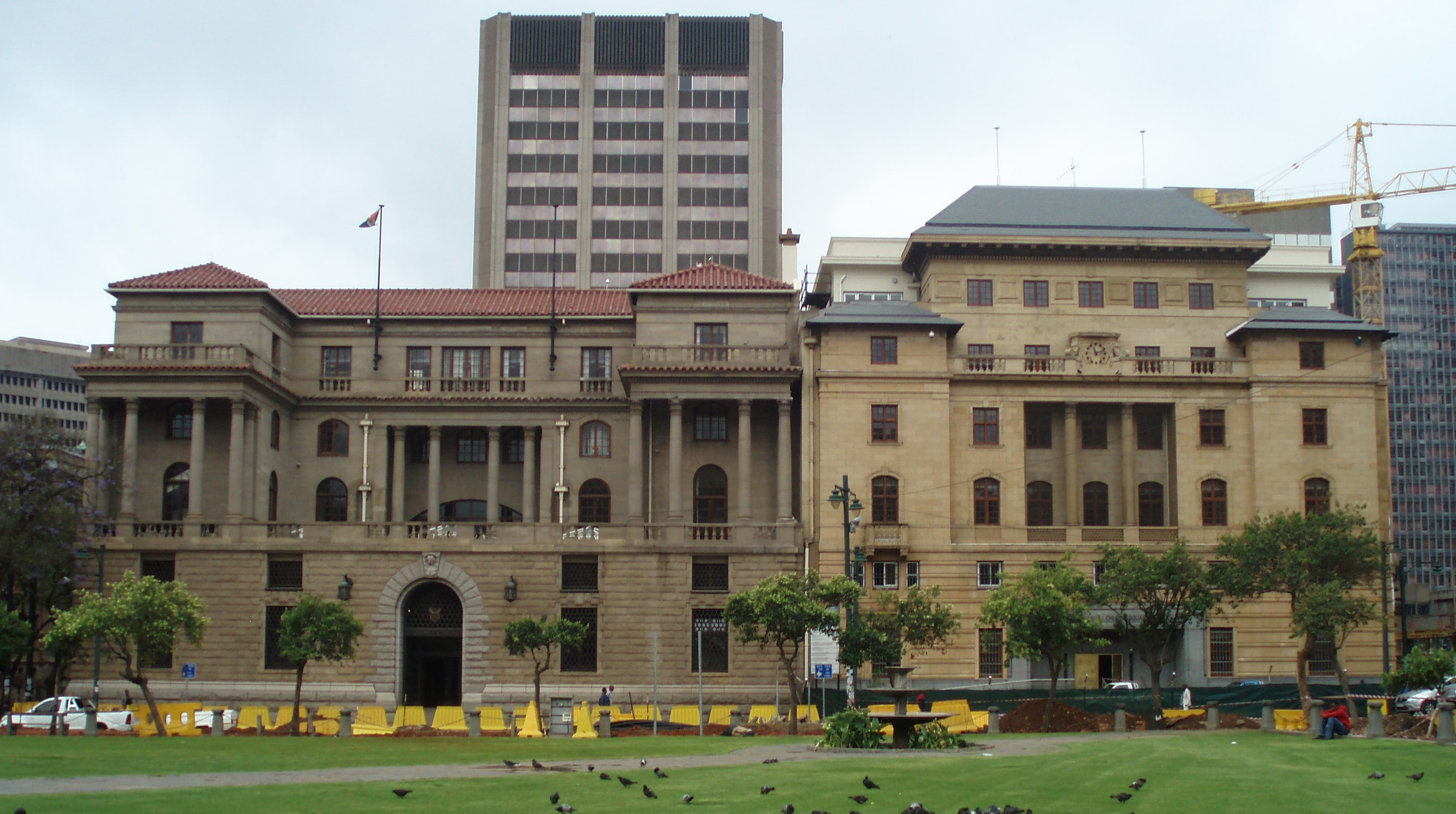
Old Reverse bank et old Mutual building (la banque où a lieu dans le film la prise d'otages).

Aux clients et aux employés de la banque, Khumalo leur explique qu'il ne s'agit pas d'un braquage et leur demande de coopérer calmement pour que personne ne soit blessé. 
Le capitaine Langerman, commandant les forces locales de la police, les interpelle cependant par leur noms et leur demande de se rendre. Ce faisant, il renforce ainsi leurs soupçons d'avoir été trahis par une taupe. Ils demandent un hélicoptère et un pilote non armé, et mentionnent que l'un des clients de la banque, Cornelius Washington, est de nationalité américaine, sans préciser qu'il s'agit d'un afro-américain. Au moment de sortir de la banque, ils choisissent comme bouclier un grand Boer qu'ils font passer pour l'Américain. Au moment d'atteindre l'hélicoptère, le pilote sort une arme dissimulée. Il est désarmé, pris à son tour en otage et contraint d'accompagner Khumalo et ses deux complices à trouver refuge de nouveau à l'intérieur de la banque. 
A l'extérieur de la banque, le commandement opérationnel des forces de police est repris par un brigadier surnommé Petit Crocodile (référence au Grand Crocodile qui est alors le surnom du premier ministre sud-africain, Pieter Botha). Il révèle à Langerman que l'une des otages, Christine, superviseure bancaire, est la fille du ministre de la Justice.
Cherchant une voie de sortie et réalisant que c'est probablement leur dernière chance, Calvin exige, en contrepartie de la libération des otages, la libération de prison de Nelson Mandela, icône de la lutte anti-apartheid. Il demande aussi à Cornelius Washington de mettre le feu à énorme chariot rempli d'argent qui est poussé hors de la banque devant les badauds (noirs et blancs) et les caméras de télévision arrivés en masse. Calvin chante alors « Libérez Nelson Mandela ».
Dans les toilettes de la banque et à l'abri des regards, Aldo tue le pilote d'hélicoptère alors que celui-ci menace de révéler qu'il est la taupe. Il se cogne aussi volontairement la tête contre un évier pour faire croire à de la légitime défense. Le corps du pilote est alors dissimulé pour ne pas affoler les autres otages. L'un d'eux parvient cependant à sortir une arme avant d'être désarmé et mis hors d'état de nuire par Calvin. Cependant, Terra a été blessé au bras. Calvin souligne alors qu'ils sont en guerre et qu'il n'y a pas de victimes civiles.
Le capitaine Langerman remet finalement à Calvin une lettre du gouvernement censée gracier Mandela. En échange, il demande aussi à rendre visite aux otages. En apercevant Christine, il l'encourage à partir, mais elle refuse. Aldo est de son côté finalement démasqué par Terra, car il a mentionné dans une conversation le nom de Langerman qu'il n'est pas censé connaitre. Il est alors tué par Terra. Les deux complices, Calvin et Terra sont désespérés. Christine aussi, qui leur explique qu'élevée par une nounou noire, alors que sa mère était décédée jeune, elle n'avait aucun préjugés et dénonçait la politique de son pays à laquelle participait son père. 
Après le deuxième refus de Christine de quitter la banque, le Petit Crocodile est autorisé à envoyer l'équipe SWAT. Avant qu'ils ne puissent intervenir, Christine se fait tirer dessus par erreur par un tireur d'élite et succombe à ses blessures.
Calvin est averti du raid imminent du SWAT, mais dit à tout le monde que Mandela sera libre et libère les derniers otages. Calvin et Terra restent dans la banque où il résistent à la première attaque de l'équipe SWAT  avant d'être finalement abattus.
Le siège de Silverton a déclenché une campagne intitulé« Libérez Nelson Mandela » qui a abouti dix ans plus tard à sa libération. Mandela est devenu le premier président noir d'Afrique du Sud en 1994.

## Fiche technique
- Titre original : Silverton Siege
- Réalisation : Mandla Dube
- Scénario : Sabelo Mgidi
- Photographie :  Shaun Harley Lee
- Montage : Richard Starkey
- Musique : Rashid Lanie
- Production :
- Sociétés de production :
- Pays de production : Afrique du Sud
- Lieu de tournage : Pretoria Central (Church Square, Old Mutual building, passages commerciaux du centre de Pretoria)
- Langue originale : anglais, afrikaans
- Format : couleur
- Genre : action
- Durée : 100 minutes
- Dates de sortie[2] :
  - Netflix : 27 avril 2022 (internet)

## Distribution
- Thabo Rametsi : Calvin Khumalo
- Noxolo Dlamini : Mbali Terra Mabunda
- Stefan Erasmus : Aldo Erasmus
- Arnold Vosloo : capitaine Johan Langerman
- Tumisho Masha : Sechaba, pilote
- Michelle Mosalakae : Rachel
- Elani Dekker (af) : Christine, superviseure
- Shane Wellington : Cornelius Washington, promoteur de boxe américaine
- Deon Coetzee (af) : Schoeman
- Justin Strydom : Hans

## Production
Le film était officiellement en développement depuis deux ans en 2019. Après avoir lu le déroulement du véritable siège de Silverton ayan eu lieu en 1980, Mandla Dube en est inspiré et commence à développer un scénario avec Sechaba Morojele, ancien élève, en tant que monteur, de l'American Film Institute. Mandla Dube a déclaré que le film serait factuel à environ 60 % et qu'ils utiliseraient une licence de création pour le reste, voulant en faire « une histoire divertissante, pas un documentaire ». Le tournage principal a lieu sur place du siège, à Pretoria. La production reçito un financement de la National Film & Video Foundation.
Le casting est annoncé parallèlement à l'annonce de la date de sortie en mars 2022. Thabo Rametsi, Noxolo Dlamini et Stefan Erasmus seraient le trio ayant entraîné le siège de Silverton aux côtés d'Arnold Vosloo, Tumisho Masha, Michelle Mosalakae et Elani Dekker.

## Réception
Sur le site de critiques Rotten Tomatoes, le film détient une note d'approbation de 75 % sur la base de 8 critiques, avec une note moyenne de 5,9/10.
Selon African Folder, l'une des forces du film réside dans les performances de ses trois acteurs principaux, Calvin, Aldo et Terra. Les acteurs donnent à leurs personnages de la profondeur et des nuances, leur donnant l'impression d'être de vraies personnes aux motivations et émotions complexes. Leurs performances sont particulièrement remarquables lors de la confrontation tendue à la banque nationale, où ils transmettent la peur, le désespoir et la détermination de leurs personnages avec intensité et authenticité.